# Zempin (stacja kolejowa)
Zempin – przystanek kolejowy w Zempin w Meklemburgii-Pomorzu Przednim w Niemczech. Linia zarządzana jest przez Usedomer Bäderbahn.

## Połączenia
Na stacji zatrzymują się wszystkie pociągi. W sezonie pociągi UBB kursują co 30 minut.

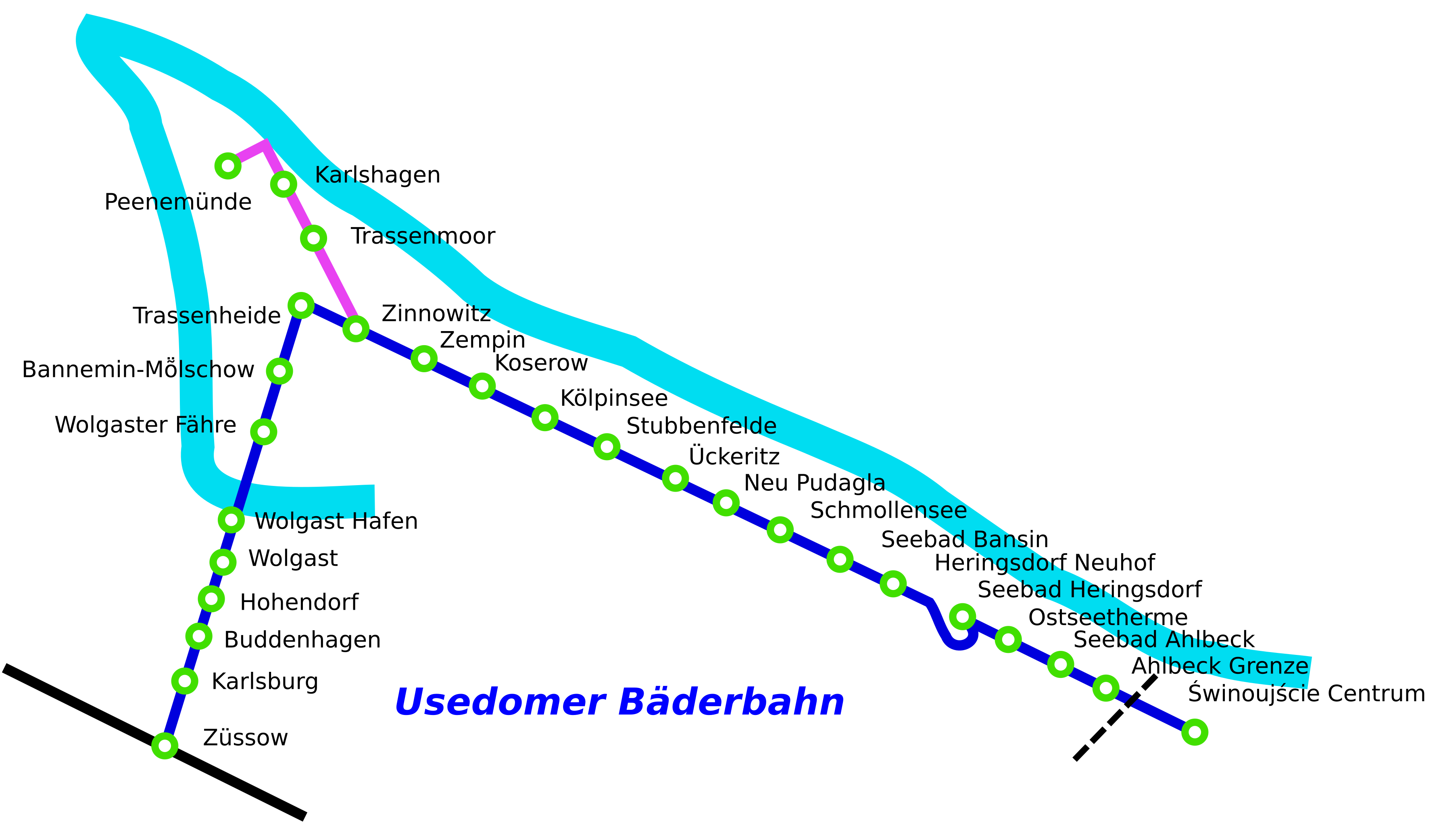
Kolej UBB na wyspie Uznam